# Folklore (album Taylor Swift)
Folklore – ósmy album studyjny amerykańskiej piosenkarki i autorki tekstów Taylor Swift, który został wydany 24 lipca 2020 nakładem wytwórni Republic Records. Wydano go jedenaście miesięcy po poprzednim albumie piosenkarki, Lover (2019). Został stworzony podczas izolacji spowodowanej przez pandemię koronawirusa, wraz z Aaronem Dessnerem i długoletnim współpracownikiem Jackiem Antonoffem. Folklore jest albumem-niespodzianką, gdyż został zapowiedziany tylko parę godzin przed wydaniem.
W grudniu 2024 nagrania uzyskały w Polsce certyfikat podwójnej platynowej płyty.

## Geneza i wydanie
Folklore został napisany i nagrany podczas izolacji spowodowanej przez pandemię koronawirusa. Swift stwierdziła, że „włożyła w niego wszystkie [jej] widzimisię, marzenia, lęki i przemyślenia”, a sama artystka współpracowała nad nim z jej „muzycznymi bohaterami”. Aaron Dessner, członek amerykańskiego zespołu indie rock The National, był podczas kwarantanny ze swoją rodziną, kiedy Taylor w późnym kwietniu poprosiła go o napisanie kilku piosenek razem. Napisali razem jedenaście utworów w ciągu kilku miesięcy, a reszta kompozycji została napisana z Jackiem Antonoffem, Williamem Bowerym i zespołem Bon Iver. Dessner stwierdził „Myślałem, że to chwilę zajmie zanim przyjdą nam pomysły na piosenki i nie miałem żadnych oczekiwań, dopóki mielibyśmy wszystko zrobić zdalnie, (…) ale po kilku godzinach dzielenia się muzyką, dostałem nagranie od Taylor, które było w pełni napisaną piosenką”. Również dodał „W tych piosenkach jest ewidentne ciepło i ludzkość, które mam nadzieję, że polubicie”.
Album jest niespodzianką, którego publikacja została ogłoszona tylko parę godzin przed jego pełnym wydaniem 24 lipca 2020. Folklore jest wydawany jedenaście miesięcy po poprzednim albumie Taylor, Lover (2019). Album ma osiem limitowanych na jeden tydzień płyt CD i winyli, których okładki się różnią.
Podczas odliczania do premiery teledysku do „Cardigan” na YouTube, Swift ujawniła, że teksty piosenek w albumie zawierają jej typowe smaczki: „Jedna rzecz, którą zrobiłam celowo, to było umieszczenie smaczków w tekstach, więcej niż w teledyskach. Stworzyłam wątki postaci i powracające motywy, aby wiedzieć kto śpiewa o kim… Na przykład jest kolekcja trzech piosenek, które nazywam Trójkątem Nastoletniej Miłości. Te trzy piosenki pokazują trójkąt miłosny ze wszystkich trzech perspektyw podczas różnych okresów ich żyć”. Artystka mówi, że album jest „tęskny i pełny eskapizmu. Smutny, piękny, tragiczny. Jak album zdjęć pełny zdjęć i wszystkich historii, które kryją się za nimi”. Określiła również „My Tears Ricochet” jako utwór napisany dla albumu jako pierwszy, a „Ricochet” piosenką mówiącą o „straconym romansie i o tym, dlaczego miłość młodych jest tak silnie utrwalona w naszych wspomnieniach”.

## Muzyka i słowa
Folklore jest albumem alternatywnym, indie folk, folktronica, chamber popowym i bedroom popowym z elementami electronici, który odstaje od poprzednich popowych wydań Swift. Album zawiera wolne piosenki z „przyziemną” lo-fi produkcją połączoną z nowoczesnymi tekstami i brzmieniem pianin, gitar oraz electronicą. Album nie zawiera „cyfrowych beatów i syntezatorów” charakterystycznych dla piosenkarki.

## Promocja i single
Folklore jest pierwszym albumem Swift, który nie miał typowego wejścia na rynek, tylko został wydany krótko po ogłoszeniu, bo „tak podpowiedziało [jej] wnętrze, że jak robisz coś co kochasz, to powinnaś to wydać światu”. Swift ogłosiła album na Twitterze 16 godzin przed jego cyfrowym wydaniem. Wraz z wydaniem albumu, został wydany również jego pierwszy singel – „Cardigan”. Jego teledysk został wyreżyserowany przez Swift i wyprodukowany przez Jila Hardina.

## Listy utworów
| Edycja standardowa | Edycja standardowa                      | Edycja standardowa                     | Edycja standardowa         | Edycja standardowa |
| Nr                 | Tytuł utworu                            | Autorzy                                | Produkcja                  | Długość            |
| ------------------ | --------------------------------------- | -------------------------------------- | -------------------------- | ------------------ |
| 1.                 | „The 1”                                 | Taylor Swift · Aaron Dessner           | Dessner                    | 3:30               |
| 2.                 | „Cardigan”                              | Swift · Dessner                        | Dessner                    | 3:59               |
| 3.                 | „The Last Great American Dynasty”       | Swift · Dessner                        | Dessner                    | 3:51               |
| 4.                 | „Exile” (z gościnnym udziałem Bon Iver) | Swift · William Bowery · Justin Vernon | Dessner                    | 4:45               |
| 5.                 | „My Tears Ricochet”                     | Swift                                  | Jack Antonoff · Swift      | 4:15               |
| 6.                 | „Mirrorball”                            | Swift · Antonoff                       | Antonoff · Swift           | 3:29               |
| 7.                 | „Seven”                                 | Swift · Dessner                        | Dessner                    | 3:28               |
| 8.                 | „August”                                | Swift · Antonoff                       | Antonoff · Swift           | 4:21               |
| 9.                 | „This Is Me Trying”                     | Swift · Antonoff                       | Antonoff · Swift           | 3:15               |
| 10.                | „Illicit Affairs”                       | Swift · Antonoff                       | Antonoff · Swift           | 3:10               |
| 11.                | „Invisible String”                      | Swift · Dessner                        | Dessner                    | 4:12               |
| 12.                | „Mad Woman”                             | Swift · Dessner                        | Dessner                    | 3:57               |
| 13.                | „Epiphany”                              | Swift · Dessner                        | Dessner                    | 4:49               |
| 14.                | „Betty”                                 | Swift · Bowery                         | Dessner · Antonoff · Swift | 4:54               |
| 15.                | „Peace”                                 | Swift · Dessner                        | Dessner                    | 3:54               |
| 16.                | „Hoax”                                  | Swift · Dessner                        | Dessner                    | 3:40               |
|                    |                                         |                                        |                            | 1:03:29            |

| Utwór bonusowy w fizycznej edycji albumu | Utwór bonusowy w fizycznej edycji albumu | Utwór bonusowy w fizycznej edycji albumu |
| Nr                                       | Tytuł utworu                             | Długość                                  |
| ---------------------------------------- | ---------------------------------------- | ---------------------------------------- |

## Historia wydania
| Obszar     | Data          | Format                                     | Wersja                                 | Wytwórnia | Przypis |
| ---------- | ------------- | ------------------------------------------ | -------------------------------------- | --------- | ------- |
| Cały świat | 24 lipca 2020 | Digital download · media strumieniowe · CD | standardowa · osiem specjalnych edycji | Republic  | [ 42 ]  |